# 吳智
吳智（1416年—？），字宏哲，福建興化府莆田縣人，匠藉，明朝政治人物。

## 生平
正統十二年（1447年）丁卯科福建鄉試第七名舉人，景泰二年（1451年）中式辛未科會試第一百二十五名，二甲第十五名進士。授南京戶部主事，丁外艱去職。改南京工部主事，以學行陞四川提學僉事。陞湖廣副使，仍官學政。

## 家族
曾祖吳明；祖父吳象；父吳斌。